# 99 Problems
99 Problems (englisch für 99 Probleme) ist ein Lied des US-amerikanischen Rappers Jay-Z. Der Song ist die dritte Singleauskopplung seines achten Studioalbums The Black Album und wurde am 27. April 2004 veröffentlicht.

## Inhalt
In der ersten Strophe von 99 Problems rechnet Jay-Z mit den Kritikern ab, die seine Musik und die Glorifizierung des Reichtums anfeinden. So verweist er darauf, dass er in Armut aufgewachsen ist und sie auch andere Musik hören könnten. Die zweite Strophe handelt von Racial Profiling, das Jay-Z 1994 erlebte, als er von der Polizei im Auto wegen angeblich überhöhter Geschwindigkeit angehalten wurde und sich gegen die Durchsuchung seines Fahrzeugs, in dem sich Kokain befand, wehrte. In der dritten Strophe bezieht er sich auf persönliche Streitigkeiten, etwa seinen Messerangriff auf den Musikmanager Lance Rivera 1999, für den er eine hohe Geldstrafe und drei Jahre Bewährung erhielt.

“If you’re havin’ girl problems, I feel bad for you, son

I got 99 problems, but a bitch ain’t one – hit me!

I’ve got the Rap Patrol on the gat patrol

Foes that wanna make sure my casket’s closed

Rap critics that say he’s Money, Cash, Hoes

I’m from the hood, stupid! What type of facts are those?”

## Produktion
Die minimalistische Musik, bestehend aus einem Gitarrenriff und Drums, wurde von dem US-amerikanischen Musikproduzenten Rick Rubin produziert. Dabei verwendete er Samples der Lieder The Big Beat von Billy Squier, Long Red von Mountain sowie Get Me Back on Time von Wilson Pickett. Der Refrain des Songs ist an das gleichnamige Stück 99 Problems von Ice-T angelehnt. Weitere Elemente sind den Tracks Touched von UGK und Children’s Story von Slick Rick entnommen. Als Autoren sind neben Jay-Z und Rick Rubin auch Felix Pappalardi, John Ventura, Leslie Weinstein, Norman Landsberg, William Squier, Tracy Marrow, Alphonso Henderson und Bernard Freeman angegeben.

## Ursprung des Textes
Titel und Hook sind von Ice-T's gleichnamigem Song aus seinem 1993er Album Home Invasion abgeleitet, an dem auch Brother Marquis von der 2 Live Crew aus Miami beteiligt war. Der ursprüngliche Song war profaner und beschrieb eine breite Palette sexueller Eroberungen. Die Hook wurde während eines Gesprächs zwischen Ice-T und Brother Marquis geprägt. Marquis verwendete die Phrase auch in dem 1996 erschienenen 2 Live Crew-Song „Table Dance“. Ice-T nahm seine Version des Songs mit dem Rubin/Jay-Z-Gitarrenriff für Body Count's 2014er Album Manslaughter neu auf, um die Hook von Jay-Z zurückzufordern. Teile von Ice-T's ursprünglichem Text wurden in ähnlicher Weise in einem Song von seinem Rapper-Kollegen Trick Daddy zitiert, und zwar in einem Track mit dem Titel „99 Problems“ aus seinem 2001er Album Thugs Are Us. Jay-Z beginnt seine dritte Strophe mit einem direkten Zitat von Bun B's erster Strophe aus dem Track „Touched“ vom UGK-Album Ridin' Dirty.

## Musikvideo
Bei dem zu 99 Problems gedrehten Musikvideo, das komplett in Schwarz-weiß gehalten ist, führte der US-amerikanische Regisseur Mark Romanek Regie. Es verzeichnet auf YouTube über 18 Millionen Aufrufe (Stand Dezember 2020).
Das Video handelt von Jay-Zs Jugend im New Yorker Stadtteil Brooklyn. So wurden die meisten Szenen in der Nähe von Jay-Zs Elternhaus gedreht, wobei auch verschiedene Bewohner zu sehen sind. Zu Beginn läuft Jay-Z rappend durch die winterlichen Straßen und befindet sich unter anderem auf der Brooklyn Bridge. Danach fährt er gemeinsam mit Rick Rubin in einem Auto durch die Stadt und geht mit ihm in einen Schallplattenladen. Schließlich werden sie von der Polizei wegen angeblich überhöhter Geschwindigkeit angehalten. Zwischendurch sind Szenen von Basketball, kämpfenden Hunden, Breakdance und leicht-bekleideten Frauen zu sehen. Im Verlauf der dritten Strophe werden Szenen aus dem Gefängnis, Straßenschlägereien und Prostitution gezeigt. Am Ende des Videos wird Jay-Z auf offener Straße von unbekannten Angreifern erschossen, was metaphorisch das damals geplante Ende seiner Rapkarriere darstellen soll.
Bei den MTV Video Music Awards 2004 gewann das Video die Auszeichnungen in den Kategorien Best Rap Video, Best Direction, Best Editing und Best Cinematography. Zudem war es als Video of the Year und Best Male Video nominiert.

## Single

### Covergestaltung
Der Song wurde in zwei verschiedenen Versionen als Single veröffentlicht. Das Cover der ersten Version ist dunkel gehalten und zeigt Jay-Z in Schwarz gekleidet, der den Betrachter mit ernstem Blick ansieht. Im unteren Teil des Bildes befinden sich die weißen Schriftzüge Jay-Z und 99 Problems. Das zweite Cover ist in Schwarz-weiß gehalten und zeigt Jay-Z stehend, den Blick vom Betrachter aus gesehen nach rechts gerichtet. Im rechten Teil des Bildes befinden sich die weißen Schriftzüge Jay-Z und 99 Problems/Dirt off Your Shoulder.

### Titellisten
Version 1
1. 99 Problems (Radio Edit) – 3:55
2. My 1st Song (Album Version) – 4:47
3. 99 Problems (Instrumental) – 3:52
4. 99 Problems (Video) – 4:17

Version 2
1. 99 Problems – 3:55
2. Dirt off Your Shoulder – 4:05
3. 99 Problems (Video) – 4:17
4. Dirt off Your Shoulder (Video) – 3:30

### Chartplatzierungen
99 Problems stieg am 5. Juli 2004 auf Platz 67 in die deutschen Charts ein und konnte sich insgesamt sechs Wochen in den Top 100 halten. Im Vereinigten Königreich belegte der Song Rang zwölf und in den Vereinigten Staaten Position 30.
| ChartsChartplatzierungen       | Höchstplatzierung | Wochen |
| ------------------------------ | ----------------- | ------ |
| Deutschland (GfK)              | 67 (6 Wo.)        | 6      |
| Vereinigte Staaten (Billboard) | 30 (12 Wo.)       | 12     |
| Vereinigtes Königreich (OCC)   | 12 (22 Wo.)       | 22     |

### Auszeichnungen für Musikverkäufe
99 Problems wurde im Jahr 2024 für mehr als drei Millionen Verkäufe in den Vereinigten Staaten mit einer dreifachen Platin-Schallplatte ausgezeichnet. Im Vereinigten Königreich erhielt der Song 2020 für über 600.000 verkaufte Einheiten eine Platin-Schallplatte. 2023 wurde es zudem in Deutschland für mehr als 150.000 Verkäufe mit einer Goldenen Schallplatte ausgezeichnet.

| Land/Region                  | Auszeichnungen für Musikverkäufe (Land/Region, Auszeichnung, Verkäufe) | Verkäufe  |
| ---------------------------- | ---------------------------------------------------------------------- | --------- |
| Dänemark (IFPI)              | Gold                                                                   | 45.000    |
| Deutschland (BVMI)           | Gold                                                                   | 150.000   |
| Neuseeland (RMNZ)            | Gold                                                                   | 7.500     |
| Vereinigte Staaten (RIAA)    | 3× Platin                                                              | 3.000.000 |
| Vereinigtes Königreich (BPI) | Platin                                                                 | 600.000   |
| Insgesamt                    | 3× Gold · 4× Platin ·                                                  | 3.802.500 |

Hauptartikel: Jay-Z/Auszeichnungen für Musikverkäufe
Bei den Grammy Awards 2005 gewann 99 Problems die Auszeichnung in der Kategorie Best Rap Solo Performance und war zudem als Best Rap Song nominiert, wo es jedoch Jesus Walks von Kanye West unterlag. Das Musikmagazin Rolling Stone setzte 99 Problems im Jahr 2010 auf Platz 172 seiner „Liste der 500 besten Songs aller Zeiten“.